# 2012-es ASB Classic
A 2012-es ASB Classic az ASB Classic női teniszverseny huszonhetedik versenye volt, amelyet január 2. és január 8. között rendeztek meg az új-zélandi Aucklandben. A torna International kategóriájú, összdíjazása 220 000 dollárt tett ki. A főtáblán és a selejtezőben egyaránt harminckettő játékos lépett pályára. A páros versenyen tizenhat pár indult el.

## Döntők

### Egyéni
Cseng Csie –  Flavia Pennetta 2–6, 6–3, 2–0 feladta

### Páros
Andrea Hlaváčková /  Lucie Hradecká –  Julia Görges /  Flavia Pennetta 6–7(2), 6–2, [10–7]

## Világranglistapontok
| Eredmény           | Egyéni | Páros |
| ------------------ | ------ | ----- |
| Győzelem           | 280    | 280   |
| Döntő              | 200    | 200   |
| Elődöntő           | 130    | 130   |
| Negyeddöntő        | 70     | 70    |
| 16 között          | 30     | 1     |
| 32 között          | 1      | –     |
| Főtáblára jutás    | 16     | –     |
| Selejtező (döntő)  | 10     | –     |
| Selejtező (2. kör) | 6      | –     |
| Selejtező (1. kör) | 1      | –     |

## Pénzdíjazás
A torna összdíjazása a többi International versenyhez hasonlóan 220 000 amerikai dollár volt. Az egyéni bajnok 37 000 dollárt, a győztes páros együttesen 11 000 dollárt kapott.
| Eredmény           | Egyéni   | Páros    |
| ------------------ | -------- | -------- |
| Győzelem           | 37 000 $ | 11 000 $ |
| Döntő              | 19 000 $ | 5750 $   |
| Elődöntő           | 10 200 $ | 3100 $   |
| Negyeddöntő        | 5340 $   | 1650 $   |
| 16 között          | 2950 $   | 860 $    |
| 32 között          | 1725 $   | –        |
| Selejtező (döntő)  | 860 $    | –        |
| Selejtező (2. kör) | 460 $    | –        |
| Selejtező (1. kör) | 265 $    | –        |